# Пітогу темноголовий
Піто́гу темноголовий (Pitohui dichrous) — вид співочих птахів родини вивільгових (Oriolidae). 

## Поширення
Він поширений у Новій Гвінеї, а також на сусідньому острові Япен. Природним середовищем існування є субтропічні або тропічні вологі низинні ліси.

## Підвиди
Птах завдовжки 22-23 см, вагою від 67 до 76 г. Голова і горло чорні. Спина, груди і живіт мають червонуватого-каштанового кольору. Кінчики крил і хвоста чорні. Дзьоб і ніжки чорні.